# NoViolet Bulawayo
NoViolet Bulawayo (właśc. Elizabeth Zandile Tshele; ur. 10 grudnia 1981 w dystrykcie Tsholotsho) – zimbabweńska pisarka.
Urodziła się w dystrykcie Tsolotsoho w Zimbabwe. Studiowała w USA. Za swoje opowiadania w 2011 roku otrzymała Caine Prize. W 2013 roku wydano jej pierwszą powieść We Need New Names, za którą otrzymała PEN/Hemingway Award; powieść znalazła się również na krótkiej liście nominowanych do Nagrody Bookera. W 2014 roku została uznana za jedną ze stu najbardziej wpływowych osób z Afryki przez miesięcznik New African. W 2022 roku wydana została jej druga powieść Glory. Jest ona inspirowaną Folwarkiem zwierzęcym George'a Orwella satyrą polityczną. Książka znalazła się na krótkiej liście nominowanych do Nagrody Bookera.